# Macrozamia macleayi
Macrozamia macleayi — вид голонасінних рослин класу саговникоподібні (Cycadopsida).

## Опис
Рослини без наземного стовбура або деревовиді, стовбур 0–0.4 м заввишки, 30–40 см діаметром. Листя 40–70 в короні, темно-зелені, глянсові, завдовжки 150—210 см, з 120—150 листовими фрагментами; хребет не спірально закручений; черешок 50–60 см в довжину, без шипів. Листові фрагменти прості; середні — завдовжки 30–40 мм, шириною 6–9 мм. Насіннєві шишки вузькояйцевиді, завдовжки 20–25 см, 9–10 см діаметром. Насіння плоске, яйцевиде, 28–32 мм завдовжки, 22–25 мм завширшки; саркотеста помаранчева, або червона.

## Поширення, екологія
Країни поширення: Австралія (Квінсленд). Записаний на висоті між 100 і 500 м над рівнем моря. Рослини ростуть в лозових лісах з Araucarian microphyll або у відкритому лісі, де часто домінують евкаліпти.

## Загрози та охорона
Загрози цьому виду не відомі. Рослини добре зберігається в англ. Brisbane Forest Park, де він присутній і в національних парках і державних лісах. Північні субпопуляції добре представлені в державних лісах.